# Dolophrades
Dolophrades – rodzaj chrząszczy z rodziny kózkowatych i podrodziny zgrzypikowych.

## Zasięg występowania
Przedstawiciele tego rodzaju występują we wschodniej Azji.

## Systematyka
Do Dolophrades należą 4 gatunki:
- Dolophrades annulicornis
- Dolophrades birmanus
- Dolophrades mustanganus
- Dolophrades terrenus